# Tygodnik Solidarność w latach 1981–1989
Tygodnik Solidarność powstał w wyniku realizacji porozumień sierpniowych. W 1981 r. wydawany był przez Krajową Komisję Porozumiewawczą NSZZ „Solidarność”, a redagowany przez Tadeusza Mazowieckiego. W odróżnieniu od licznych niecenzurowanych biuletynów regionalnych był pismem ogólnopolskim, choć podlegał cenzurze. Pierwszy numer ukazał się 3 kwietnia 1981 w nakładzie 500 tys. egzemplarzy.
Tygodnik miał profil polityczno-gospodarczo-społeczny i rozprowadzany był w powszechnym systemie dystrybucji prasy. Pismo przynosiło informację i publicystykę, także reportaże, dotyczące działalności NSZZ „Solidarność” i sytuacji kraju oraz było miejscem rozwijania publicystyki dotyczących kwestii gospodarczych, społecznych czy praworządności. Publikowało także liczne materiały dotyczące przemilczanych w PRL wydarzeń historycznych, m.in. buntów społecznych w październiku 1956, grudniu 1970 i czerwcu 1976, a także na temat działań opozycji demokratycznej. Jesienią 1981 redakcja skutecznie wytoczyła proces sądowy cenzurze broniąc zakwestionowanych przez nią tekstów.
Do zespołu redakcyjnego należeli: Bohdan Cywiński, Kazimierz Dziewanowski, Waldemar Kuczyński (zastępcy redaktora naczelnego), Artur Hajnicz, Krzysztof Wyszkowski (sekretarze redakcji), Jarosław J. Szczepański, Ernest Skalski, Wanda Falkowska, Wanda Wojnicz, Wiesława Grochola, Piotr Rachtan, Jacek Ambroziak, Jan Dworak, Andrzej Kaczyński, Andrzej Friszke, Jolanta Strzelecka, Stanisława Domagalska, Ryszard Holzer i Małgorzata Niezabitowska. Zespół był obiektem inwigilacji Służby Bezpieczeństwa (sprawa obiektowa „Walet”), prowadzonej przez Departament III MSW; akta sprawy znajdują się w IPN.
Do 13 grudnia 1981, kiedy pismo zostało zawieszone, ukazało się 37 numerów „Tygodnika”; wydrukowany już numer 38 wraz z wkładką zawierającą historię PRL pióra Krystyny Kersten, został oddany na przemiał. Wraz z wprowadzeniem stanu wojennego kilku redaktorów pisma (m.in. Tadeusz Mazowiecki, Waldemar Kuczyński, Jan Dworak, Wojciech Brojer) zostało internowanych, a wydawanie pisma zawieszono. Zlikwidowano je formalnie dopiero po likwidacji NSZZ „Solidarność” (październik 1982). Część pracowników była zaangażowana w różne działania podziemnej „Solidarności”, w tym w redakcji „Tygodnika Wojennego”, następnie „Przeglądu Wiadomości Agencyjnych” („PWA”) i „Górnika Polskiego”.
W czerwcu 1989 „Tygodnik” został reaktywowany pod redakcją Tadeusza Mazowieckiego w nakładzie 100 tysięcy. Zespół, w znacznej części złożony z twórców pisma z 1981 r., uzupełniono m.in. o Ludwikę Wujec, Janusza Jankowiaka, Jana Bryłowskiego, Jana Skórzyńskiego, Michała Boniego i Macieja Zalewskiego.
Po powołaniu przez Sejm Tadeusza Mazowieckiego na stanowisko premiera i wydaniu 18 numerów, we wrześniu 1989 Komisja Krajowa NSZZ „Solidarność” na wniosek Lecha Wałęsy powołała na redaktora naczelnego Jarosława Kaczyńskiego, który przejął redakcję od października. Większość dotychczasowego zespołu redakcyjnego i wielu współpracowników odmówiła dalszej współpracy z Jarosławem Kaczyńskim i nową redakcją. W sensie polityczno-intelektualnym ciągłość Tygodnika została zerwana, choć tytuł ukazywał się w następnych latach.

## Historia

### Geneza Tygodnika
Pierwotnie dostęp „Solidarności” do środków masowego przekazu nie był częścią oryginalnych porozumień sierpniowych, w całym kraju zaczęły jednak powstawać regionalne czasopisma wydawane przez lokalne struktury powstającego związku: biuletyn informacyjny „Solidarność” zaczął się ukazywać jeszcze w czasie strajku w Stoczni Gdańskiej, z czasem przerodził się w wydawany w Gdańsku Biuletyn Informacyjny „Solidarność”, podobne pisma ukazywały się także na Śląsku i w Warszawie. Do końca roku związek wydawał także tygodniki „Solidarność Jastrzębie” (na Śląsku) i „Jedność” (w Szczecinie), oraz olbrzymią ilość gazet i biuletynów zakładowych. Większość z tych pism, mimo sporych nakładów, oficjalnie była biuletynami do użytku wewnętrznego związku, co oznaczało, że nie podlegały cenzurze.
W październiku 1980 Krajowa Komisja Porozumiewawcza i Lech Wałęsa przekazali wicepremierowi Mieczysławowi Jagielskiemu postulat uregulowania spraw związanych z dostępem związku zawodowego do mediów: związek miał otrzymać prawo wydawania ogólnopolskiego dziennika o nakładzie równym przynajmniej nakładowi wydawanego przez Zrzeszenie Związków Zawodowych Głosu Pracy, oraz prawo do wydawania periodyków o zasięgu lokalnym. Po długich negocjacjach prowadzonych przez Józefa Bareckiego i Karola Modzelewskiego (z udziałem m.in. Joanny Dudy-Gwiazdy i Lecha Kaczyńskiego) pod koniec listopada władze wyraziły zgodę na wydawanie przez „Solidarność” ogólnopolskiego tygodnika, a także tygodników regionalnych publikowanych w Szczecinie, Katowicach, Wrocławiu i Krakowie. Władze liczyły na to, że powstanie oficjalnych związkowych pism, objętych kontrolą Urzędu Kontroli Prasy, Publikacji i Widowisk, ograniczy zasięg i wpływ biuletynów wydawanych poza cenzurą.
Strach strony solidarnościowej przed oskarżeniami o dominację nowego związku przez ludzi dawnego Komitetu Obrony Robotników (KOR) lub przed wykorzystaniem przez PZPR ewentualnych animozji między środowiskiem KOR a grupą związaną dawniej z Towarzystwem Kursów Naukowych spowodował, że wybór obsady personalnej nowego czasopisma, w tym także jego redaktora naczelnego, przeciągał się w czasie. Wątpliwości budził także skład redakcji, w tym kwestia dokooptowania do niej osób związanych z wydawaniem „Robotnika” i „Biuletynu Informacyjnego KSS «KOR»”. Na różnych etapach w roli naczelnego widziano m.in. Konrada Bielińskiego, Karola Modzelewskiego czy Kazimierza Dziewanowskiego (dwaj ostatni mieli propozycję odrzucić). Biskup Bronisław Dąbrowski zarekomendował Lechowi Wałęsie Andrzeja Micewskiego, jednak ten po kilku tygodniach zrezygnował z tworzenia pisma wskutek tarć między poszczególnymi środowiskami w opozycji. Ostatecznie w pierwszych dniach stycznia 1981 KKP powierzyła funkcję redaktora naczelnego nowego pisma Tadeuszowi Mazowieckiemu.

### Redakcja i jej działy
Mazowiecki, przez wiele lat redaktor naczelny katolickiej „Więzi”, miał spore doświadczenie w kierowaniu redakcją, miał także dobre relacje ze środowiskami Klubów Inteligencji Katolickiej, KSS „KOR” czy Towarzystwa Kursów Naukowych. Jego zastępcami zostali Bohdan Cywiński i Kazimierz Dziewanowski a sekretarzem redakcji został Artur Hajnicz. Dział ekonomiczny objął Waldemar Kuczyński, autor głośnej książki Po wielkim skoku podsumowującej dekadę Gierka, prawny – Jolanta Strzelecka z Tygodnika Powszechnego, a historyczny Andrzej Friszke. W dziale ekonomicznym zatrudnienie znaleźli Piotr Rachtan i Teresa Kuczyńska, do prawnego dołączyła Wanda Falkowska.
Działem związkowym pokierował Jarosław Józef Szczepański, a działem społecznym Wiesława Grochola. Wkrótce potem zastąpił ją Ernest Skalski z tygodnika „Polityka”. Do tego działu dołączyli także Krystyna Jagiełło, Andrzej Kaczyński, Krzysztof Czabański, Małgorzata Niezabitowska i Krzysztof Gottesman. Dział kulturalny poprowadził krytyk filmowy Krzysztof Kłopotowski, któremu podlegali Anna Schiller i Mirosław Kowalski.
Jednym z najważniejszych działów tygodnika miał stać się dział listów mający zapewnić bliski związek z czytelnikami, a jednocześnie odróżnić tygodnik od pozostałych pism ukazujących się w obiegu oficjalnym. Kierownictwo tego działu powierzono Wandzie Wojnicz, znaleźli się w nim także m.in. Małgorzata Łukasiewicz, Stanisława Domagalska, Ryszard Holzer, Krzysztof Gottesman, Maciej Cisło, Piotr Stańczyk i Wojciech Brojer. Utworzono także jednoosobowy dział rodzinny tworzony przez Małgorzatę Cywińską.